# Véronne
Pour les articles homonymes, voir Véronne (homonymie).
Pour l’article ayant un titre homophone, voir Vérone.
Véronne est une ancienne commune française située dans le département de la Drôme, en région Auvergne-Rhône-Alpes. Elle fusionne le 1er janvier 2025 avec la commune de Saillans.

## Géographie

### Localisation
Véronne est située à 21 km à l'est de Crest et à 28 km à l'ouest de Die.

### Géologie et relief
Sites particuliers :
- les gorges du Riousset[1].

Site Géoportail (carte IGN) :
- Baubruchin
- Baumecure
- Charavalange
- Col de la Tuilerie
- Col de Pourcheton
- Col de Roux
- Col des Étouneaux
- Col des Loubières
- Col des Vachons
- Col des Vallons
- Col de Véronne
- Col du Chicotier
- Combelongue
- Côte Belle
- Crête du Grand Barry
- Gaudichart
- Grand Barry
- Pic du Barry
- Serre Chabas
- Serre de la Tuilerie
- Serre des Trois Bornes

### Hydrographie
La commune est arrosée par les cours d'eau suivants :
- Aiguebelle est un ruisseau attesté en 1891. C'est un affluent du Riousset[3]. Le site Géoportail le dénomme le Ruisseau d'Auguebelle[2] ;
- Riousset est un ruisseau attesté en 1891 (Rioussec ?). Il a sa source au-dessous de l'église de Véronne, traverse cette commune (où il porte le nom Aiguebelle, puis celle de Saillans, et se jette dans la Drôme après un cours de 6,1 km. En 1891, sa largeur moyenne est de dix mètres, sa pente de 175 m, son débit ordinaire de 0,120 m3, extraordinaire de 150 m3[4]. Le site Géoportail le dénomme le Riousset ; il est d'abord dénommé Ruisseau d'Aiguebelle en amont du lieu-dit Château Vieux[2] ;
- Ruisseau de Chaudenage, affluent du Riousset, formant limite avec la commune de Saillans[2].

Les cours d'eau mineurs sont :
- le Ravin de Brasier, affluent du Ruisseau d'Aiguebelle ;
- le Ravin de la Perrière, affluent du Riousset ;
- le Ravin de Pourcheton, affluent du Ruisseau de Chaudenage ;
- le Ravin des Hommes, affluent du Ravin des Lausières ;
- le Ravin des Lausières, affluent du Riousset ;
- le Ravin des Loubières, affluent du Ruisseau d'Aiguebelle ;
- le Ravin des Touzons, affluent du Riousset ;
- le Riou de la Cuillère (ou Ravin de Catarayre), affluent du Riousset ;
- le Riou des Vallons,  affluent du Riou de la Cuillère.

### Climat
Pour des articles plus généraux, voir Climat d'Auvergne-Rhône-Alpes et Climat de la Drôme.
En 2010, le climat de la commune est de type climat méditerranéen altéré, selon une étude du Centre national de la recherche scientifique s'appuyant sur une série de données couvrant la période 1971-2000. En 2020, Météo-France publie une typologie des climats de la France métropolitaine dans laquelle la commune est exposée à un climat de montagne ou de marges de montagne et est dans la région climatique Alpes du sud, caractérisée par une pluviométrie annuelle de 850 à 1 000 mm, minimale en été.
Pour la période 1971-2000, la température annuelle moyenne est de 12 °C, avec une amplitude thermique annuelle de 17,3 °C. Le cumul annuel moyen de précipitations est de 981 mm, avec 8,1 jours de précipitations en janvier et 5 jours en juillet. Pour la période 1991-2020, la température moyenne annuelle observée sur la station météorologique de Météo-France la plus proche, « Beaufort-S-Gervanne », sur la commune de Beaufort-sur-Gervanne à 7 km à vol d'oiseau, est de 12,8 °C et le cumul annuel moyen de précipitations est de 936,4 mm,. Pour l'avenir, les paramètres climatiques de la commune estimés pour 2050 selon différents scénarios d'émission de gaz à effet de serre sont consultables sur un site dédié publié par Météo-France en novembre 2022.

## Urbanisme

### Occupation des sols
L'occupation des sols de la commune, telle qu'elle ressort de la base de données européenne d’occupation biophysique des sols Corine Land Cover (CLC), est marquée par l'importance des forêts et milieux semi-naturels (96 % en 2018), une proportion identique à celle de 1990 (96 %). La répartition détaillée en 2018 est la suivante : 
forêts (91,9 %), milieux à végétation arbustive et/ou herbacée (4,2 %), zones agricoles hétérogènes (4 %). L'évolution de l’occupation des sols de la commune et de ses infrastructures peut être observée sur les différentes représentations cartographiques du territoire : la carte de Cassini (XVIIIe siècle), la carte d'état-major (1820-1866) et les cartes ou photos aériennes de l'IGN pour la période actuelle (1950 à aujourd'hui).

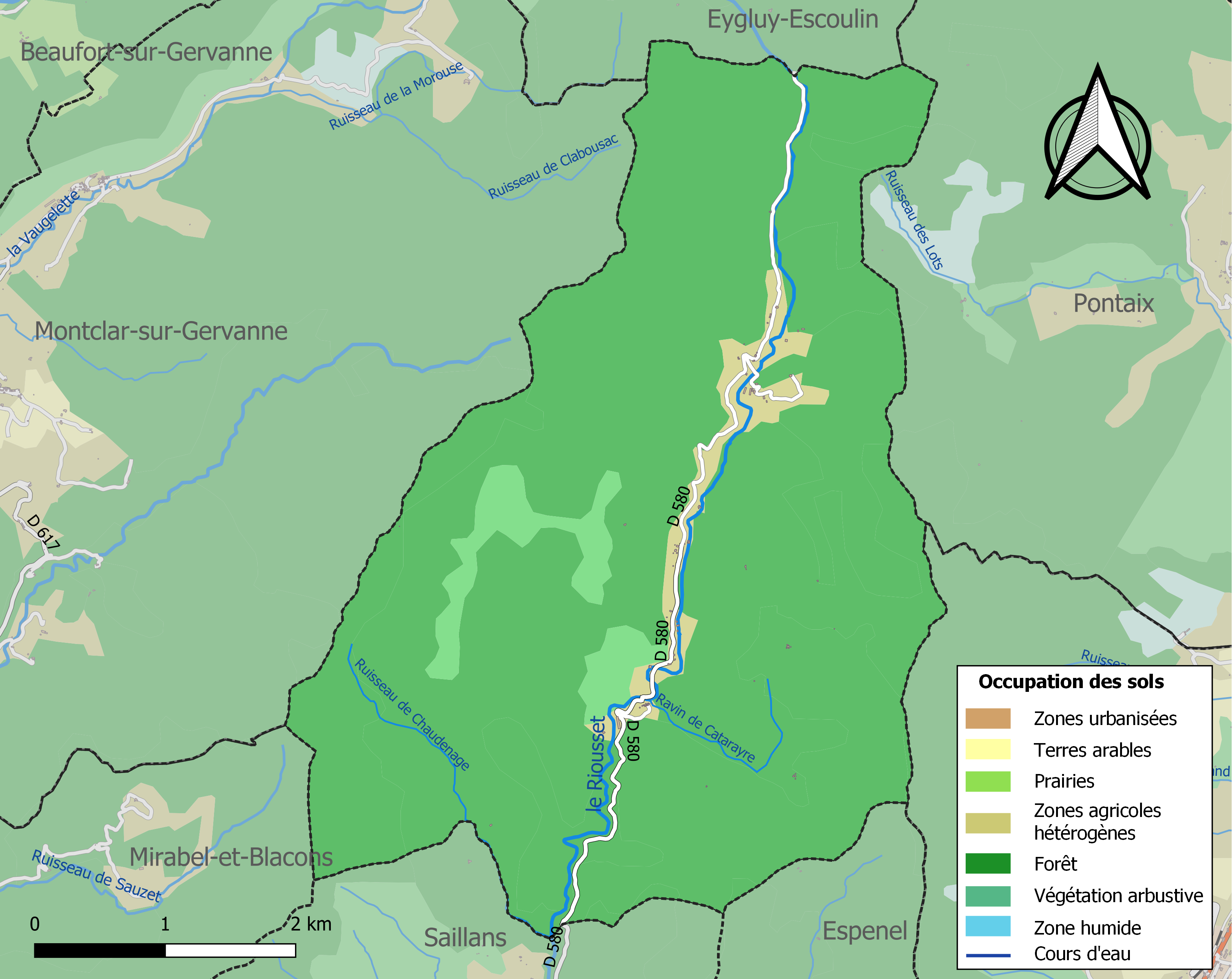
Carte des infrastructures et de l'occupation des sols de la commune en 2018 (CLC).

### Morphologie urbaine
La commune est composée de fermes isolées.

### Lieux-dits, hameaux et écarts
Site Géoportail (carte IGN) :
- Bastet
- Bellissou
- Bois Vert
- Brazier
- Chambreyron
- Chapelle Saint-Christophe
- Charvet
- Château Vieux
- Clairet
- Clairet
- Fontaine Saint-Martin
- Font Maure
- Gérille
- Grand-Grange
- la Croix
- la Frédière
- la Lause
- Lantheaume
- la Montagne
- la Rouille
- la Sausée
- la Serre
- le Grand Pas
- le Moulin
- le Ranc
- les Baumettes
- les Blaches
- les Boissiers
- les Chapelles
- les Clapiers
- les Peyrols
- les Rats
- les Ribières
- les Rimas
- les Roux
- les Touzons
- les Vachons
- les Vallons
- Maison forestière de Roury
- Mancy
- Message
- Paugras
- Peyragut
- Pourcheton
- Puymorel
- Rognart
- Rousson
- Voulet

Anciens quartiers, hameaux et lieux-dits :
- Riousset est un quartier attesté en 1891[12].

### Habitat et logement
En 2018, le nombre total de logements dans la commune était de 31, alors qu'il était de 28 en 2013 et de 26 en 2008.
Parmi ces logements, 68,2 % étaient des résidences principales, 22,3 % des résidences secondaires et 9,5 % des logements vacants. Ces logements étaient pour 90,3 % d'entre eux des maisons individuelles et pour 6,5 % des appartements.
Le tableau ci-dessous présente la typologie des logements à Véronne en 2018 en comparaison avec celle du Drôme et de la France entière. Une caractéristique marquante du parc de logements est ainsi une proportion de résidences secondaires et logements occasionnels (22,3 %) très supérieure à celle du département (8 %) et à celle de la France entière (9,7 %). Concernant le statut d'occupation de ces logements, 76,2 % des habitants de la commune sont propriétaires de leur logement (88,9 % en 2013), contre 61,9 % pour le Drôme et 57,5 % pour la France entière.
| Typologie                                               | Véronne | Drôme | France entière |
| ------------------------------------------------------- | ------- | ----- | -------------- |
| Résidences principales (en %)                           | 68,2    | 83,3  | 82,1           |
| Résidences secondaires et logements occasionnels (en %) | 22,3    | 8     | 9,7            |
| Logements vacants (en %)                                | 9,5     | 8,6   | 8,2            |

## Toponymie
Dictionnaire topographique du département de la Drôme :
- 1163 : Veronne (cartulaire de Die, 37) ;
- 1201 : castrum de Verona (Valbonnais, II, 122) ;
- XIVe siècle : mention du prieuré : prioratus de Verona (pouillé de Die) ;
- 1509 : mention de l'église paroissiale Notre-Dame : ecclesia parrochialis Beate Marie de Veyrona (visites épiscopales) ;
- 1519 : mention du prieuré et de la paroisse : prioratus cum cura de Verona (rôle de décimes) ;
- 1891 : Véronne, commune du canton de Saillans.

## Histoire
Pour un article plus général, voir Histoire de la Drôme.

### Du Moyen Âge à la Révolution
La seigneurie :
- Au point de vue féodal, Véronne était une terre (ou seigneurie) du fief des comtes de Diois et de l'arrière-fief des dauphins.
- Premièrement possédée par les Artaud d'Aix.
- Vers 1282 : elle passe aux Mévouillon en échange de la terre de la Roche-sur-Buis.
- Vers 1347 : possession des Berlion.
- 1441 : elle passe (par mariage) aux Eurre.
- 1595 : passe (par mariage) aux Moreton de Chabrillan, derniers seigneurs.

Pendant les guerres de Religion, s'illustre le capitaine d'Ourches, seigneur de Véronne.
Avant 1790, Véronne était une communauté de l'élection de Montélimar, de la subdélégation et sénéchaussée de Crest.
Elle formait une paroisse du diocèse de Die, dont l'église sous le vocable de la Nativité de la sainte Vierge, était celle d'un prieuré de l'ordre de Saint-Antoine (de la dépendance de la commanderie de Sainte-Croix) uni à la cure dès le début du XVIe siècle.

#### La Bâtie-d'Aiguebelle
La Bâtie-d'Aiguebelle (dénomination de 1891), située au bord du ruisseau Aiguebelle, est attestée en 1244 : bastida Aquebellae (Columbi, De rebus episc. Valent. et Diens., 134).
C'était un petit fief cédé en 1244 aux prieurs de Saillans par l'évêque de Die.

### De la Révolution à nos jours
En 1790, la commune est comprise dans le canton de Saillans.

## Politique et administration

### Rattachements administratifs et électoraux

#### Rattachements administratifs
La commune se trouve dans l'arrondissement de Die du département de la Drôme.
Elle faisait partie depuis 1793 du canton de Saillans. Dans le cadre du redécoupage cantonal de 2014 en France, cette circonscription administrative territoriale a disparu, et le canton n'est plus qu'une circonscription électorale.

### Liste des maires
| Période       | Période       | Identité                | Étiquette | Qualité                    |
| ------------- | ------------- | ----------------------- | --------- | -------------------------- |
| 2001          | 2008          | Dominique Grange        |           |                            |
| 2008          | 2014          | Jean-Claude François    |           |                            |
| 2014          | juillet 2020  | Hélène Pelaez-Bachelier | (SE)      | salariée (secteur médical) |
| juillet 2020  | novembre 2022 | Roger Allemand          |           | Militaire Démissionnaire   |
| novembre 2022 | décembre 2024 | Hélène Pélaez-Bachelier |           | Agricultrice               |

## Population et société

### Démographie
L'évolution du nombre d'habitants est connue à travers les recensements de la population effectués dans la commune depuis 1793. Pour les communes de moins de 10 000 habitants, une enquête de recensement portant sur toute la population est réalisée tous les cinq ans, les populations de référence des années intermédiaires étant quant à elles estimées par interpolation ou extrapolation. Pour la commune, le premier recensement exhaustif entrant dans le cadre du nouveau dispositif a été réalisé en 2006.

En 2022, la commune comptait 38 habitants, en évolution de −17,39 % par rapport à 2016 (Drôme : +2,64 %, France hors Mayotte : +2,11 %).
| 1793 | 1800 | 1806 | 1821 | 1831 | 1836 | 1841 | 1846 | 1851 |
| ---- | ---- | ---- | ---- | ---- | ---- | ---- | ---- | ---- |
| 211  | 198  | 225  | 215  | 248  | 227  | 245  | 209  | 210  |

| 1856 | 1861 | 1866 | 1872 | 1876 | 1881 | 1886 | 1891 | 1896 |
| ---- | ---- | ---- | ---- | ---- | ---- | ---- | ---- | ---- |
| 204  | 197  | 191  | 171  | 170  | 157  | 132  | 141  | 115  |

| 1901 | 1906 | 1911 | 1921 | 1926 | 1931 | 1936 | 1946 | 1954 |
| ---- | ---- | ---- | ---- | ---- | ---- | ---- | ---- | ---- |
| 117  | 109  | 107  | 81   | 72   | 59   | 58   | 47   | 33   |

| 1962 | 1968 | 1975 | 1982 | 1990 | 1999 | 2006 | 2011 | 2016 |
| ---- | ---- | ---- | ---- | ---- | ---- | ---- | ---- | ---- |
| 32   | 58   | 44   | 13   | 39   | 37   | 45   | 38   | 46   |

| 2021 | 2022 | - | - | - | - | - | - | - |
| ---- | ---- | - | - | - | - | - | - | - |
| 41   | 38   | - | - | - | - | - | - | - |

### Enseignement
La commune est rattachée à l'académie de Grenoble.

### Médias
Le territoire de la commune se situe dans l'aire de diffusion de plusieurs médias :
- Presse écrite
  - Le Crestois, hebdomadaire de la vallée de la Drôme.
  - Le Dauphiné libéré, quotidien régional qui consacre, chaque jour, y compris le dimanche, dans son édition de « Valence-Drôme » un ou plusieurs articles à l'actualité du canton et de la commune, ainsi que des informations sur les éventuelles manifestations locales, les travaux routiers, et autres événements divers à caractère local.
  - L'Agriculture Drômoise, journal d'informations agricoles et rurales, couvre l'ensemble du département de la Drôme.
  - Drôme Hebdo (ancien Peuple Libre), hebdomadaire chrétien d'informations.
- Presse audio-visuelle
  - Radio Saint Ferréol est une radio locale émise depuis Crest.
  - Ici Drôme Ardèche est une radio publique diffusée sur son territoire.

## Culture locale et patrimoine

### Lieux et monuments
- Chapelle Saint-Christophe[1].
- Église de la Nativité de Véronne.